# Strathmore (Nouvelle-Zélande)
Strathmore est une petite localité de l’intérieur de la région de Taranaki, dans la partie ouest de l’île du Nord de la Nouvelle-Zélande.

## Situation
Elle est localisée sur le trajet de la route State Highway 43/S H 43 (en), à 25 km à l’est de la ville de Stratford.

## Autres lectures
- (en) May Harrison, 1896-1996, pathway of the years : Strathmore, Huiakama, Te Wera, Stratford, [N.Z.], M. Harrison, 1996

- New Zealand Gazetteer